# Pfalz-Sulzbach
Pfalz-Sulzbach là tên gọi của 2 nhà nước tồn tại trong 2 giai đoạn lịch sử khác nhau thuộc Đế chế La Mã Thần thánh, lãnh thổ của nó ngày nay nằm trong Amberg-Sulzbach, Bayern, Đức. Cả hai  nhà nước đều nằm dưới quyền cai trị của các dòng thuộc nhánh Pfalz của Nhà Wittelsbach.
Nhà nước Pfalz-Sulzbach đầu tiên ra đời vào năm 1569 và tồn tại đến 1604 rồi tuyệt tự, nhà nước Pfalz-Sulzbach thứ hai ra đời vào năm 1614 và tồn tại đến 1742, hậu duệ cuối cùng của dòng này là Karl Theodor đã được thừa kế Tuyển hầu xứ Pfalz vào năm 1742 và tiếp tục thừa kế thêm Tuyển hầu xứ Bayern vào năm 1775, tuy nhiên ông này không có con cái hợp pháp để thừa kế nên tài sản và ngai vàng lại được thừa kế bởi một người họ hàng xa, Công tước Maximilian thuộc dòng Pfalz-Birkenfeld. Cả hai dòng Pfalz-Sulzbach cuối cùng đều bị tuyệt tự dòng nam.

## Dòng Pfalz-Sulzbach (1614-1742)
Năm 1614, Pfalz-Sulzbach được phân chia từ Pfalz-Neuburg sau cái chết của Bá tước Philipp Ludwig cho con trai ông là August.
Vùng đất này bao gồm hai khu vực không liền kề được phân chia bởi lãnh thổ của Tuyển hầu xứ Bayern. Phía tây giáp với lãnh thổ của Thành bang Đế chế Nuremberg và phía đông giáp với Vương quốc Bohemia.
Người kế vị August là Christian August, là một nhà cai trị khoan dung, cho phép thần dân của mình lựa chọn giáo phái, ban hành chế độ simultaneum, cho phép người Do Thái sinh sống tại Sulzbach vào năm 1666 và thiết lập một ngành công nghiệp in ấn quan trọng.
Trong triều đại của những người kế vị, rõ ràng là Pfalz-Sulzbach sẽ kế thừa Tuyển hầu xứ Pfalz sau khi Karl III Philipp qua đời, nhưng điều này chỉ xảy ra vào năm 1742 dưới thời Karl Theodo, ông này cũng thừa kế luôn Tuyển hầu xứ Bayern, thống nhất lãnh thổ của Vương tộc Wittelsbach vào năm 1777. Tuy nhiên, sau cái chết của Karl Theodor, vì không có con cái hợp pháp, Pfalz và Bayern đều được thừa kế bởi người họ hàng xa là Maximilian Joseph thuộc dòng Pfalz Zweibrücken.